# Mike Kompon
Mike Kompon (* 21. Februar 1982 in Thunder Bay, Ontario) ist ein ehemaliger kanadischer Eishockeyspieler und -trainer, der im Verlauf seiner aktiven Karriere zwischen 1999 und 2015 unter anderem über 350 Spiele für den EHC (Red Bull) München in der Deutschen Eishockey Liga (DEL) und 2. Eishockey-Bundesliga auf der Position des Centers bestritten hat.

## Karriere
Kompon begann seine Karriere in der Saison 1999/00 bei den Thunder Bay Flyers in der United States Hockey League (USHL), bevor er zwischen 2000 und 2004 im US-Bundesstaat Ohio für die Miami University im Spielbetrieb der National Collegiate Athletic Association (NCAA) auflief.
Zu Beginn der Saison 2004/05 zog es ihn zu den Quad City Mallards in die United Hockey League (UHL), bei denen er sehr erfolgreich war. In der Saison 2005/06 ging er für vier verschiedene Teams in der American Hockey League (AHL) beziehungsweise in der ECHL aufs Eis, nämlich für die Binghamton Senators, Manchester Monarchs, Hershey Bears in der AHL und Reading Royals in der ECHL. In der Saison 2006/07 spielte Kompon das erste Mal in Europa, entwickelte sich beim EHC München zu einer festen Größe und erlangte die meisten Assists in der Saison 2006/07. Sowohl in der Spielzeit 2006/07 als auch 2007/08 war Kompon unter den zehn besten Scorern der Liga zu finden. In der Saison 2008/09 war er erneut einer der zehn besten Scorern und war zudem Topscorer der Playoffs. Im Frühjahr 2010 gelang mit dem EHC der Aufstieg in die Deutsche Eishockey Liga (DEL).
Im Sommer 2011 bat Mike Kompon den EHC München überraschend um Auflösung seines noch gültigen Vertrages, um in seiner kanadischen Heimat als Assistenztrainer einer Collegemannschaft zu arbeiten. Währenddessen spielte er für die Allen Americans in der Central Hockey League (CHL) und Lake Erie Monsters in der AHL. Am 26. November 2011 vermeldeten die Münchener die Rückkehr des Stürmers ins Team als Ersatz für Noah Clarke. Kompon erhielt einen Vertrag bis zum Ende der Saison 2011/12 und legte seine Pläne als Collegetrainer zugunsten des Eishockeys vorerst nochmal auf Eis. Der EHC Red Bull München verlängerte seinen Vertrag um ein weiteres Jahr.
Zur Saison 2013/14 wechselte der Kanadier zu den Ōji Eagles in die Asia League Ice Hockey (ALIH), kehrte aber nach nur einer Spielzeit wieder nach Europa zurück. Dort absolvierte er das Spieljahr 2014/15 für die nordirische Mannschaft Belfast Giants in der Elite Ice Hockey League (EIHL), ehe er seine aktive Karriere beendete. In der Saison 2017/18 war er an der Lakehead University in seiner Geburtsstadt Thunder Bay als Assistenztrainer des Eishockeyteams tätig.

## Erfolge und Auszeichnungen
- 2003 CCHA Second All-Star Team
- 2004 CCHA Scholar-Athlete of the Year
- 2010 Meister der 2. Bundesliga und Aufstieg in die DEL mit dem EHC München

## Karrierestatistik
(Legende zur Spielerstatistik: Sp oder GP = absolvierte Spiele; T oder G = erzielte Tore; V oder A = erzielte Assists; Pkt oder Pts = erzielte Scorerpunkte; SM oder PIM = erhaltene Strafminuten; +/− = Plus/Minus-Bilanz; PP = erzielte Überzahltore; SH = erzielte Unterzahltore; GW = erzielte Siegtore; 1 Play-downs/Relegation; Kursiv: Statistik nicht vollständig)